# Булауидет, Мохамед
Мохамед Эль-Хади Булауидет (фр. Mohamed El Hadi Boulaouidet; 2 мая 1990, Константина, Алжир)— алжирский футболист, нападающий клуба «КА Батна».

## Клубная карьера
Мохамед начал свою карьеру в первом составе клуба «Константина» в 2009 году, и покинул его в 2011 году, перейдя в «Меруану». Через два года перешёл в «Шауйю», в котором играл на протяжении года. В 2015 году покинул команду и отправился в Олимпик из города Медеа. По прошествии года отправился в клуб «Кабилия», а затем в «Хуссейн Дей».